# Sébastien Gutzwiller
Sébastien Gutzwiller, né le 1er novembre 1798 à Uffheim et mort le 20 octobre 1872 à Bâle, est un peintre alsacien. Il a notamment peint de nombreuses œuvres pour les églises d’Alsace et de Suisse.

## Biographie
Sébastien Gutzwiller naît le 1er novembre 1798 à Uffheim. Son père, qui porte le même nom que lui, est laboureur et huilier et sa mère, Catherine Bacher, meurt alors qu’il est encore enfant, en 1803. Sans être riche, la famille a un statut et des revenus supérieurs à ceux du simple paysan : l’appellation « laboureur » veut dire que son père possède son propre bœuf et son statut d’huilier confère des revenus intéressant à une époque ou l’huile est un produit central, notamment pour l’éclairage.
Il étudie le dessin à Mulhouse puis est admis à l’Académie des beaux-arts de Paris. À l’issue de sa formation, il parcourt la France, travaillant également comme portraitiste à Meaux, au Havre, à Rouen et à Marseille. Il conserve néanmoins des liens avec l’Alsace, puisqu’il épouse à Mulhouse le 29 mars 1821 Caroline Grumler, dont la famille comporte plusieurs peintres. En 1830, il s’installe à Bâle et se tourne également vers la peinture religieuse et la restauration d’œuvres, tout en continuant à peindre beaucoup de portraits.
Le 5 juin 1833, il reçoit l’autorisation de s’établir comme peintre dans l’atelier de Henri Lamy à Bâle. En tant que français né en Alsace, il doit choisir sa nationalité après l’annexion de l’Alsace par l’Allemagne en 1871 et opte pour la France. Il meurt le 20 octobre 1872 à Bâle.

## Œuvres

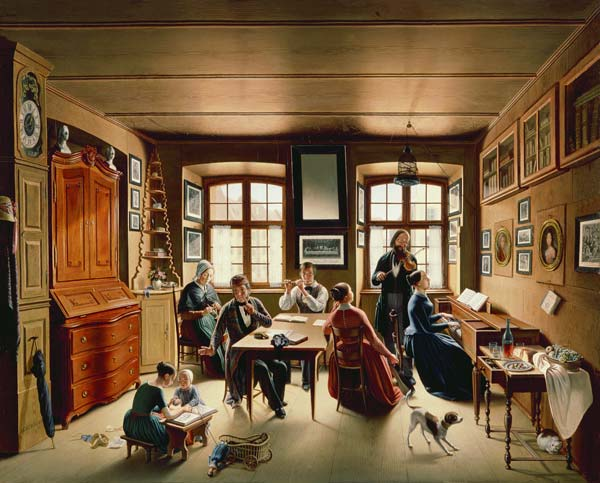
Le Concert de famille, 1849.

Sébastien Gutzwiller ne signe ni ne date ses œuvre et n’en a pas tenu de catalogue, il est donc parfois difficile de les identifier et de les situer chronologiquement. Les premiers tableaux connus de Sébastien Gutzwiller, peints à l’adolescence, sont des portraits de ses parrain et marraine Jacques et Adelgonde Haaby.
Dans l’ensemble, Sébastien Gutzwiller est généralement considéré comme un peintre moyen : doté d’un grand sens du détail, il est en revanche peu créatif et recourt à des compositions conventionnelles. Les portraits sont ainsi pour la plupart tous très similaires, avec une pose identique et statique, effet renforcé par le manque de vivacité dans le regard. En revanche, les vêtements sont représentés de manière naturaliste. Dans Le Concert de famille, qui représente une scène d’intérieur, les différents groupes sont représentés de manière isolée, sans cohérence d’ensemble, donnant un effet figé à l’ensemble